# Marta Fernandes
Marta Fernandes (* 6. November 1979 in Lissabon) ist eine portugiesische Schauspielerin und Sängerin.

## Leben und Karriere
Marta Fernandes wurde an der Escola Superior de Música e das Artes do espetáculo in Porto ausgebildet. Ihr Debüt gab sie 2001 in Antes de Amanhã, einem Kurzfilm des französischen Regisseurs Saguenail. Seit 2007 spielt sie fast ausschließlich in portugiesischen Fernsehfilmen und Fernsehserien, von 2012 bis 2013 in der Serie Louco Amor, 2013 und 2014 in der Serie Os Nossos Dias. Bekanntheit erlangte sie 2007 in der Serie Chiquititas.

## Filmografie (Auswahl)
- 2001: Antes de Amanhã, Kurzfilm
- 2007: Floribella
- 2007–2008: Chiquititas
- 2012 O Profeta
- 2012–2013: Louco Amor
- 2013–2014: Os Nossos Dias
- 2019: Ein Sommer an der Algarve (ZDF-Herzkino)
- 2021: Contos Contados
- 2023: Queridos Papás